# Куланга (станция)
Куланга́ — станция железной дороги Свияжск — Буинск — Ульяновск.

## История
Станция была построена в 1942 году организованными в Волжлаг мобилизованными немцами и местными колхозниками, и являлась частью Волжской рокады. В качестве материала для строительства дороги использовались рельсы и шпалы переправленные из восточной части страны, где до войны планировалось строительство Байкало-Амурской дороги.

## Современное состояние
Через станцию проходят пассажирские и товарные поезда, идущие в южном направлении из Казани и обратно. Ранее так же курсировали пригородные поезда из Казани до Буинска. Станция обслуживает предприятия, находящиеся в Куланге: молочный комбинат и хлебоприёмный пункт.

## Дальнее следование по станции
| № поезда | Маршрут движения          | № поезда | Маршрут движения          |
| -------- | ------------------------- | -------- | ------------------------- |
| 107      | Нижневартовск — Волгоград | 108      | Волгоград — Нижневартовск |

## Фото

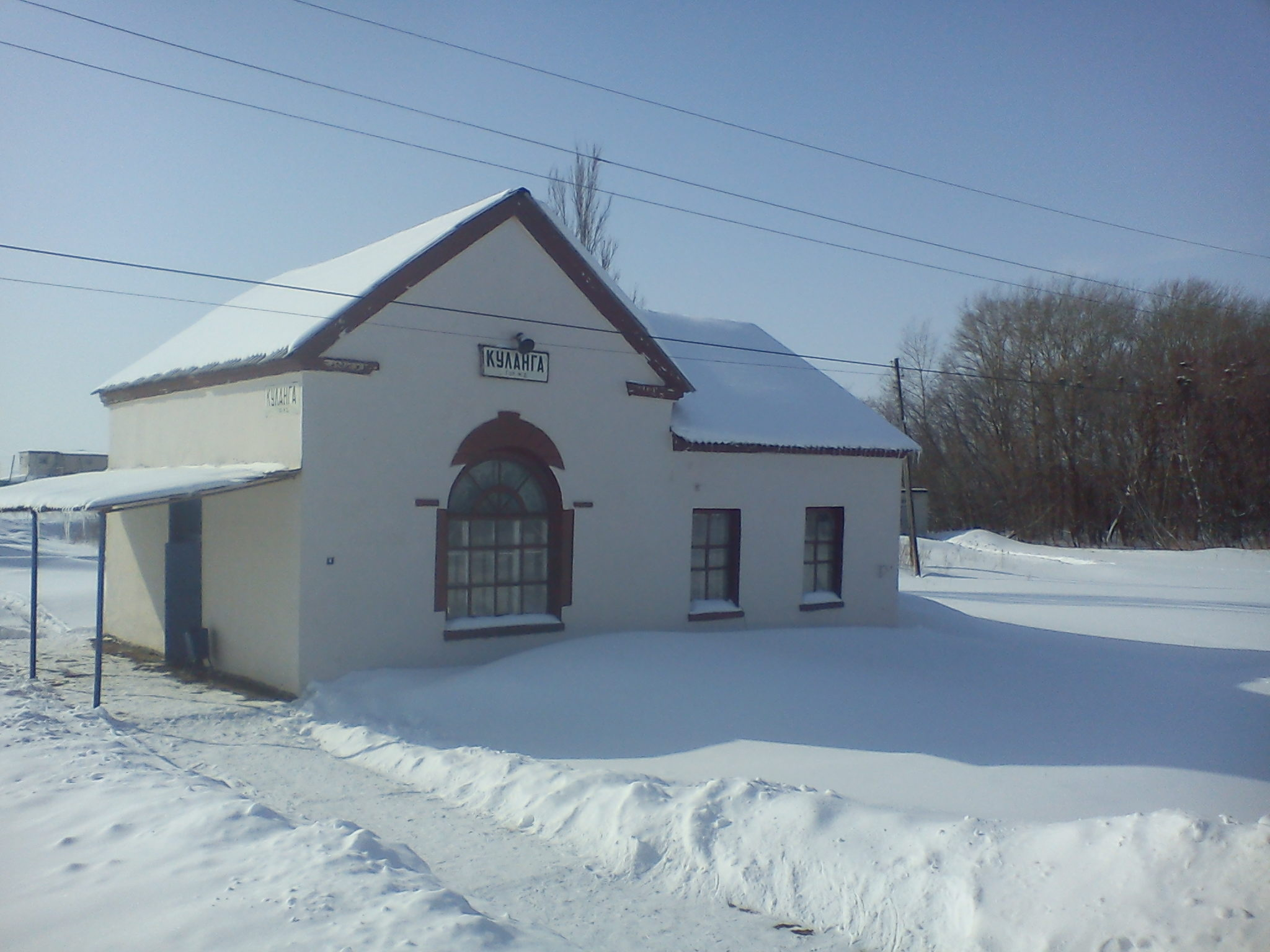
Билетная касса
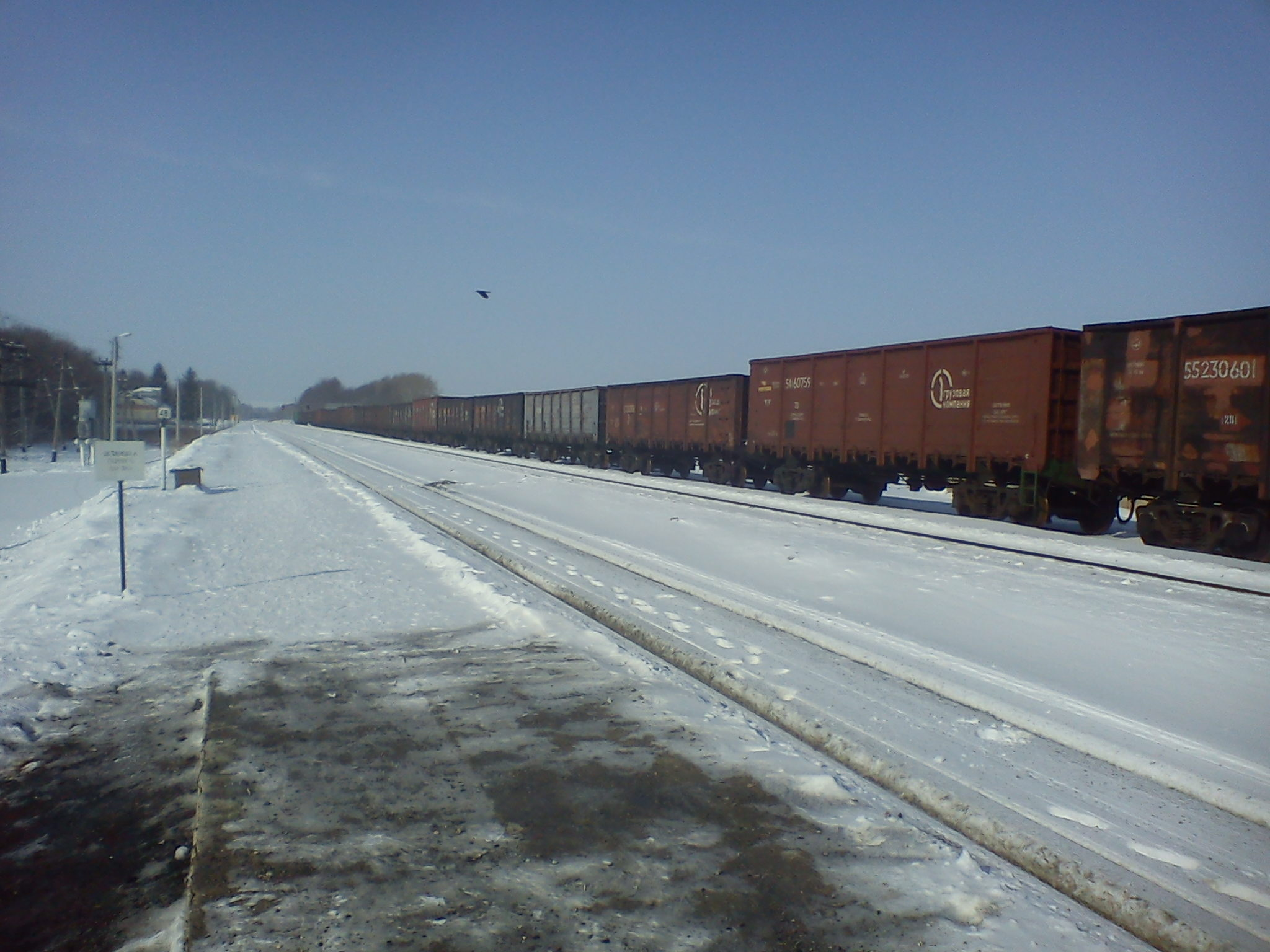
Пути и платформа